# Mont-sur-Monnet
 Mont-sur-Monnet  es una población y comuna francesa, en la región de Franco Condado, departamento de Jura, en el distrito de Lons-le-Saunier y cantón de Champagnole.

## Demografía
| 196 | 177 | 213 | 194 | 177 | 173 |
| Para los censos de 1962 a 1999 la población legal corresponde a la población sin duplicidades (Fuente: INSEE [Consultar]) |     |     |     |     |     |